# 司馬徽
司馬 徽（しば き、? - 建安13年（208年））は、中国後漢末期の人物。字は徳操。号は水鏡。人物鑑定家として名を博した。豫州潁川郡陽翟県の出身。

## 経歴
荊州に移り住み、龐徳公を兄として仕えた。水鏡の号は龐徳公が名付けたものである。なお諸葛亮を臥龍、龐統を鳳雛と呼んだのも龐徳公であるという。司馬徽は龐統の才能をいち早く見出し、韓嵩・徐庶・向朗・劉廙・尹黙・李仁などを門下生とした。柿沼陽平は、敦煌文書のなかに、司馬徽が後漢時代の「少傅」（皇太子の教育係）であったとの記載があることを発見し、司馬徽はたんなる隠士ではなかった可能性を指摘している。
劉備に「臥龍・鳳雛は諸葛亮と龐統のことだ」と教えたといわれる。

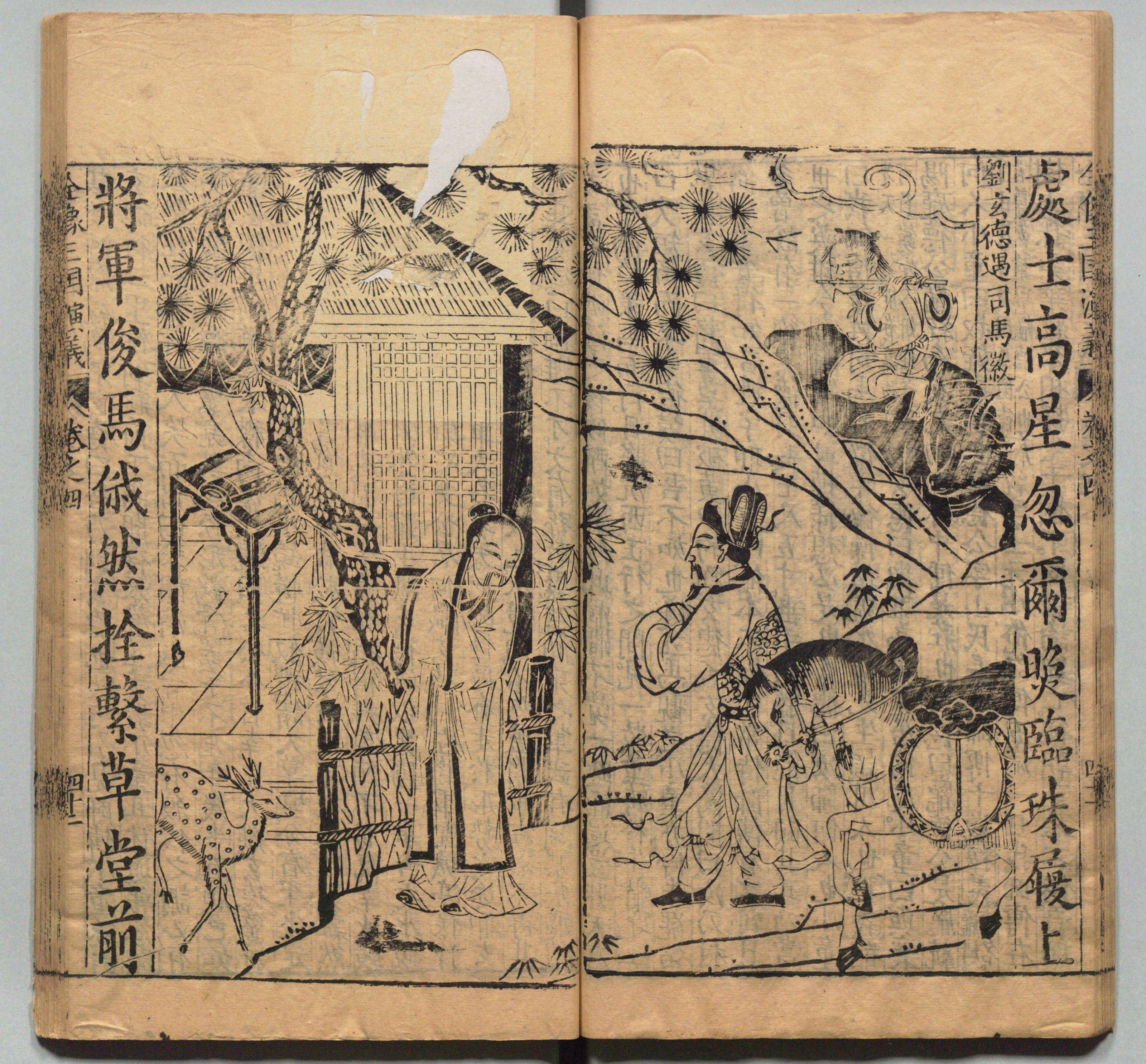
劉備、司馬徽と出会い教えを受ける。

荊州を支配していた劉表には仕えず、隠士として暮らしていた。『世説新語』の注に引く「司馬徽（別）伝」によると「好（）」が口癖で、何を言われても「好」と答えていた。また、友人が子供の死を嘆きに来た時にも「好」と答えたという。司馬徽の妻がそれを咎めると、笑いながら「お前のいうことも、また好」と答えたという。劉表に司馬徽の登用を勧める者がいたが、こうした彼の態度を聞いた劉表は「世間の者はいい加減なことを言って（司馬徽を持ち上げて）いるが、ただの書生ではないか」と断ったという。司馬徽も劉表のことを凡人だと思っていたので、政争に巻き込まれないよう政治談義には手を出さず、このような態度を取っていたという。
中国では、こうした司馬徽の態度から生まれた故事成語に「好好先生」というのがある。定見を持たない、悪と戦う勇気が無いといった悪い意味で使われるという。
劉表死後、劉琮が曹操に降伏すると、曹操に召し出された。曹操は大いに用いようとしたが、間もなく死去した。
現代の読み物などでは、「水鏡先生」は悉く老人の容貌で描かれている。ただし司馬徽の生年や年齢を推測できるような記述は少なく、龐徳公の10歳年小との記述が『襄陽記』にあるのみである。小説『三国志演義』の文中には水鏡の弟子である童子の台詞として「水鏡先生は龐統より5歳年上」という言葉があり、『三国志演義』では司馬徽を老人と見做していないことがわかる。
湖北省襄陽市南漳県に「水鏡荘」と呼ばれる景勝地があり、司馬徽の石像や祠堂が建てられ観光地となっている。中華人民共和国国家級風景名勝区。